# Asterigerinata
Asterigerinata es un género de foraminífero bentónico de la familia Asterigerinatidae, de la superfamilia Asterigerinoidea, del suborden Rotaliina y del orden Rotaliida. Su especie tipo es Asterigerinata dominicana. Su rango cronoestratigráfico abarca desde el Oligoceno hasta la Actualidad.

## Clasificación
Asterigerinata incluye a las siguientes especies:
- Asterigerinata adriatica
- Asterigerinata albemarlensis
- Asterigerinata bashbulakensis
- Asterigerinata cubensis
- Asterigerinata dominicana
- Asterigerinata formosa
- Asterigerinata frondiculata
- Asterigerinata glabra
- Asterigerinata globulospinosa
- Asterigerinata guerrai
- Asterigerinata mamilla
- Asterigerinata mariae
- Asterigerinata pacifica

Otras especies consideradas en Asterigerinata son:
- Asterigerinata dissidens, de posición genérica incierta
- Asterigerinata dissimilis, de posición genérica incierta
- Asterigerinata frailensis, de posición genérica incierta
- Asterigerinata hoodensis, de posición genérica incierta
- Asterigerinata pilasensis, de posición genérica incierta
- Asterigerinata pulchella, aceptado como Eoeponidella pulchella